# Oxid de fier

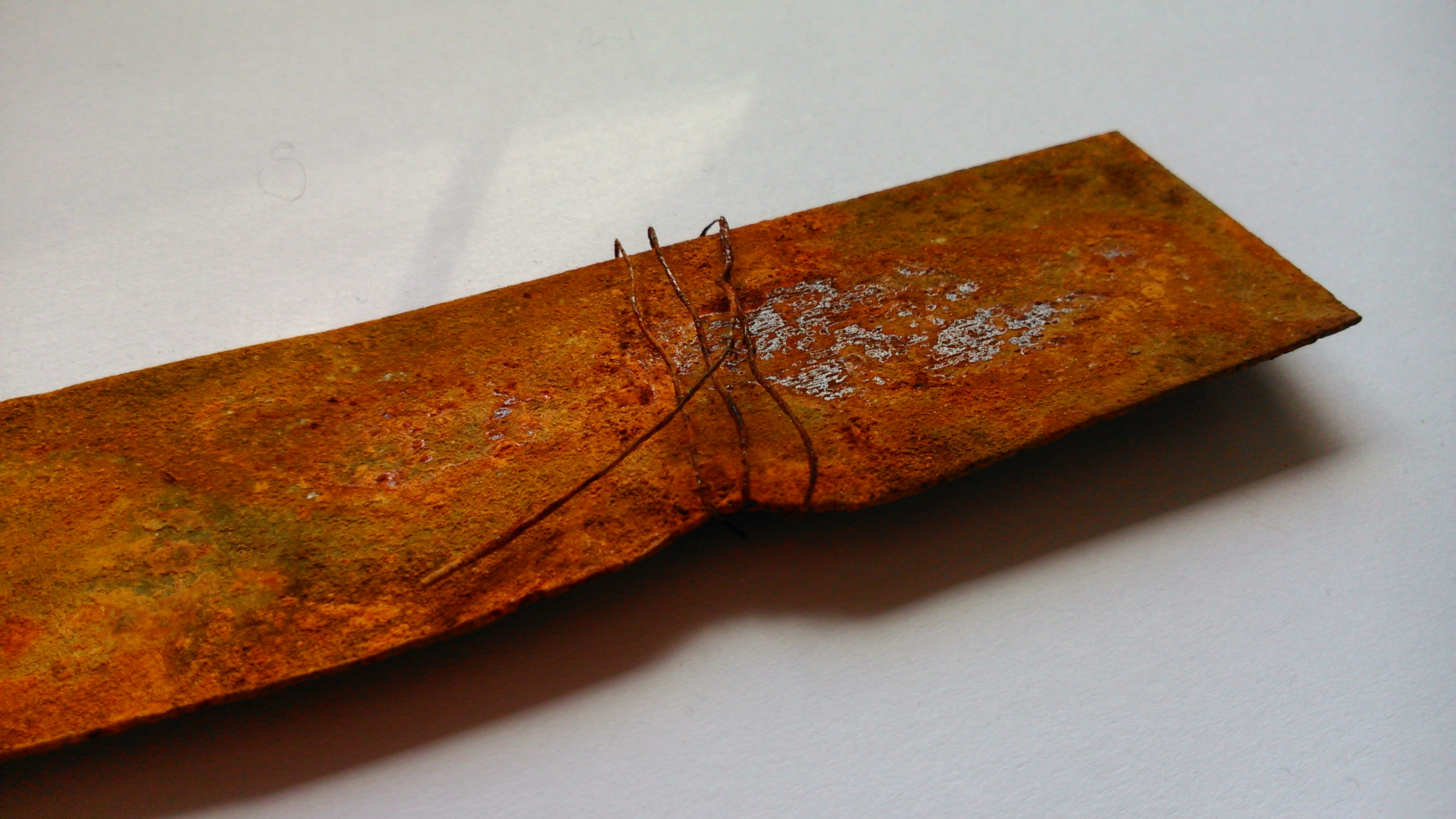
Fier oxidat electrochimic

Oxizii de fier sunt compușii chimic compuși din fier și oxigen. Se cunosc șaisprezece oxizi și oxihidroxizi de fier.

## Exemple
Stările de oxidare cele mai comune ale fierului sunt +2 și +3. Oxizii corespondenți acestora sunt:
- Oxid de fier (II) (FeO)
- Oxid de fier (III) (Fe2O3), răspândit în natură sub forma mineralului limonit.

Un alt oxid de fier complex este oxidul de fier (II,III) cu formula Fe3O4, de asemenea răspândit în natură sub forma mineralului magnetit.